# Faverolles-et-Coëmy
Faverolles-et-Coëmy est une commune française, située dans le département de la Marne en région Grand Est.

## Géographie

### Localisation
Faverolles-et-Coëmy se trouve dans le nord-ouest du département de la Marne, en région Grand Est. La commune appartient à la région agricole du Tardenois.
La commune de Faverolles-et-Coëmy s'étend sur une superficie de 548 hectares. Sur son territoire, au nord-ouest de la Montagne de Reims, l'altitude varie de 83 à 193 mètres. Le village de Faverolles est situé dans la vallée de l'Ardre, qui traverse le territoire communal d'est en ouest. Le point culminant de la commune se trouve au nord de Faverolles. Au sud, le village de Coëmy est dominé par le Mont Aigu (sud-ouest) et le Mont Robert (sud-est).
Par la route, Faverolles-et-Coëmy se situe à 64 km de Châlons-en-Champagne, préfecture du département, à 23 km de Reims, sous-préfecture, et à 13 km de Fismes, bureau centralisateur du canton de Fismes-Montagne de Reims dont dépend Faverolles-et-Coëmy depuis 2015. La commune fait en outre partie du bassin de vie de Reims.
Faverolles-et-Coëmy est limitrophe de 5 communes :
| Serzy-et-Prin | Savigny-sur-Ardres  |         |
|               | Faverolles-et-Coëmy | Treslon |
| Lhéry         |                     | Tramery |

### Hydrographie

#### Réseau hydrographique
La commune est dans la région hydrographique « la Seine du confluent de l'Oise (inclus) à l'embouchure » au sein du bassin Seine-Normandie. Elle est drainée par l'Ardre, le cours d'eau 02 de Faverolles-et-Coemy, le ruisseau de Treslon, le ruisseau du Marquet, divers bras de l'Ardre et,.
L'Ardre, d'une longueur de 39 km, prend sa source dans la commune de Saint-Imoges et se jette dans la Vesle à Fismes, après avoir traversé 18 communes. Les caractéristiques hydrologiques de l'Ardre sont données par la station hydrologique située sur la commune. Le débit moyen mensuel est de 0,716 m3/s. Le débit moyen journalier maximum est de 19,9 m3/s, atteint lors de la crue du 14 juillet 2021. Le débit instantané maximal est quant à lui de 33,6 m3/s, atteint le même jour.
Un plan d'eau complète le réseau hydrographique : le plan d'eau 2 de la commune de Tramery, d'une superficie totale de 1,5 ha (0,2 ha sur la commune),.

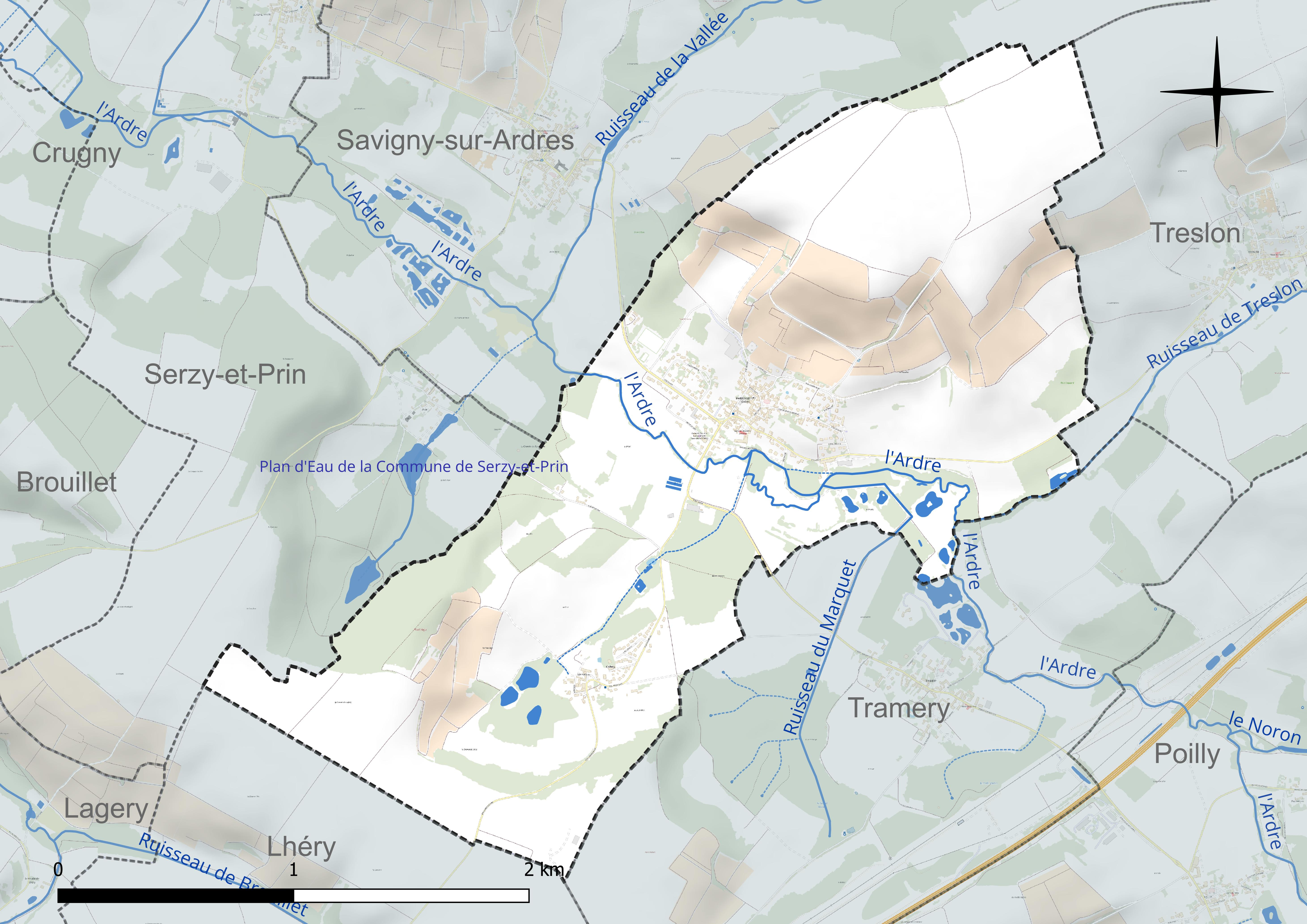
Réseau hydrographique de Faverolles-et-Coëmy.

#### Gestion et qualité des eaux
Le territoire communal est couvert par le schéma d'aménagement et de gestion des eaux (SAGE) « Aisne Vesle Suippe ». Ce document de planification, dont le territoire s’étend sur 3 096 km2 répartis sur trois départements (Aisne, Marne et Ardennes) et deux régions (Champagne-Ardenne et Picardie), a été approuvé le 16 décembre 2013. La structure porteuse de l'élaboration et de la mise en œuvre est le Syndicat d’aménagement des bassins Aisne Vesle Suippe (SIABAVES). 
La qualité des cours d’eau peut être consultée sur un site dédié géré par les agences de l’eau et l’Agence française pour la biodiversité. 

### Climat
Pour des articles plus généraux, voir Climat du Grand Est et Climat de la Marne.
En 2010, le climat de la commune est de type climat océanique dégradé des plaines du Centre et du Nord, selon une étude du Centre national de la recherche scientifique s'appuyant sur une série de données couvrant la période 1971-2000. En 2020, Météo-France publie une typologie des climats de la France métropolitaine dans laquelle la commune est exposée à un climat océanique altéré et est dans la région climatique  Nord-est du bassin Parisien, caractérisée par un ensoleillement médiocre, une pluviométrie moyenne régulièrement répartie au cours de l’année et un hiver froid (3 °C). 
Pour la période 1971-2000, la température annuelle moyenne est de 10,4 °C, avec une amplitude thermique annuelle de 15,4 °C. Le cumul annuel moyen de précipitations est de 720 mm, avec 12,2 jours de précipitations en janvier et 8,3 jours en juillet. Pour la période 1991-2020, la température moyenne annuelle observée sur la station météorologique de Météo-France la plus proche, « Chambrecy-Civc », sur la commune de Chambrecy à 6 km à vol d'oiseau, est de 10,7 °C et le cumul annuel moyen de précipitations est de 734,0 mm. 
La température maximale relevée sur cette station est de 40,3 °C, atteinte le 25 juillet 2019 ; la température minimale est de −22,1 °C, atteinte le 17 janvier 1985,,. 
Les paramètres climatiques de la commune ont été estimés pour le milieu du siècle (2041-2070) selon différents scénarios d'émission de gaz à effet de serre à partir des nouvelles projections climatiques de référence DRIAS-2020. Ils sont consultables sur un site dédié publié par Météo-France en novembre 2022.

## Urbanisme

### Typologie
Au 1er janvier 2024, Faverolles-et-Coëmy est catégorisée commune rurale à habitat dispersé, selon la nouvelle grille communale de densité à sept niveaux définie par l'Insee en 2022.
Elle est située hors unité urbaine. Par ailleurs la commune fait partie de l'aire d'attraction de Reims, dont elle est une commune de la couronne,. Cette aire, qui regroupe 294 communes, est catégorisée dans les aires de 200 000 à moins de 700 000 habitants,.

### Occupation des sols
L'occupation des sols de la commune, telle qu'elle ressort de la base de données européenne d’occupation biophysique des sols Corine Land Cover (CLC), est marquée par l'importance des territoires agricoles (74,2 % en 2018), en diminution par rapport à 1990 (80,7 %). La répartition détaillée en 2018 est la suivante : 
terres arables (56,6 %), forêts (19,3 %), cultures permanentes (12,4 %), zones urbanisées (6,5 %), zones agricoles hétérogènes (5,2 %). L'évolution de l’occupation des sols de la commune et de ses infrastructures peut être observée sur les différentes représentations cartographiques du territoire : la carte de Cassini (XVIIIe siècle), la carte d'état-major (1820-1866) et les cartes ou photos aériennes de l'IGN pour la période actuelle (1950 à aujourd'hui).

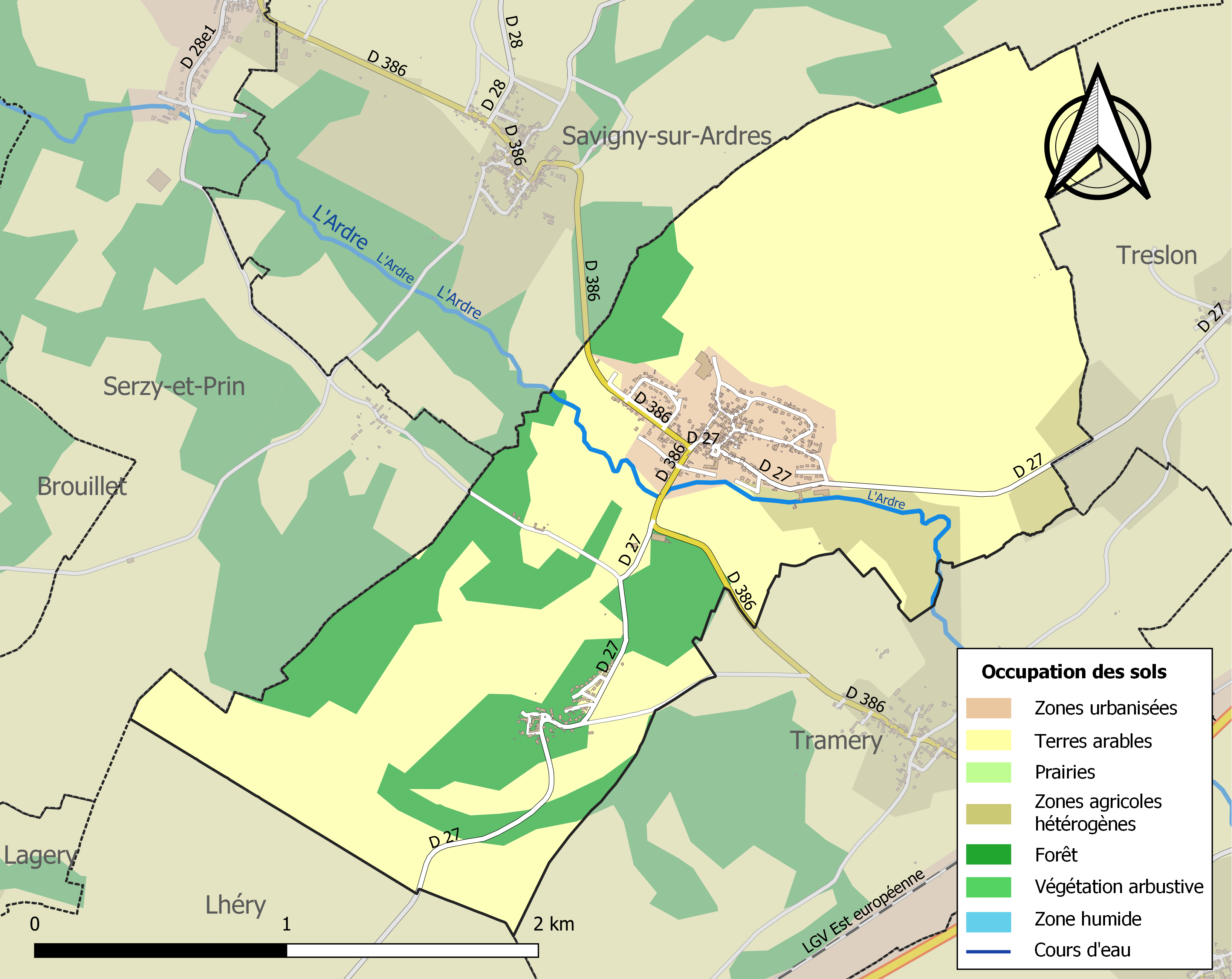
Carte des infrastructures et de l'occupation des sols de la commune en 2018 (CLC).

## Toponymie
Faverolles est attesté sous les formes Faveroles (1156) ; Faverola (1158) ; Faverolæ (1182) ; Faverole (1303-1312) ; Faverollez (1327) ; Faverolliæ (1333) ; Faveroliæ (1346) ; Favrolle (1753) ; Faverolle (XVIIIe siècle).

Faverolles à double suffixe collectif en –airol / eirol ( formé sur –are –ol ) pourrait signifier « endroit où l'on cultive les fèves ».
Coëmy, ancien hameau de la commune, est attesté sous les formes Culmedi, Cumi (commencement du XIe siècle) ; Cuingneyum, Cuimi (1239) ; Cuineium (1241) ; Camy (vers 1300) ; Cuimy (1303-1312) ; Commi (1308) ; Cuymy, Cuymi (1346) ; Coymy (1390) ; Coimy (1433) ; Coémy (1753) ; Coëmie (1777).

Coëmy pourrait signifier « cimetière » du latin coemetarium.

## Histoire
Les sources les plus anciennes évoquant Coëmy datent du début du XIe siècle et celles évoquant Faverolles de 1159 (actes entre Faverolles et l'abbaye Notre-Dame d'Igny) mais le site est occupé depuis le Néolithique et les restes d'un cimetière gallo-romain y furent découverts en 1884 à côté de la tuilerie. Des membres de la famille Cauchon furent souvent cités comme seigneurs de Faverolles.[réf. nécessaire]
Le site de Coëmy aurait servi pour des sépultures ; certaines, datant du haut Moyen Âge et contenant des bijoux, y ont été retrouvées. Il y avait aussi un château et une chapelle qui avaient déjà disparu au XIXe siècle.[réf. nécessaire]
La commune actuelle est issue de la fusion au début de la Révolution française (début des années 1790) des communes de Faverolles et de Coëmy.

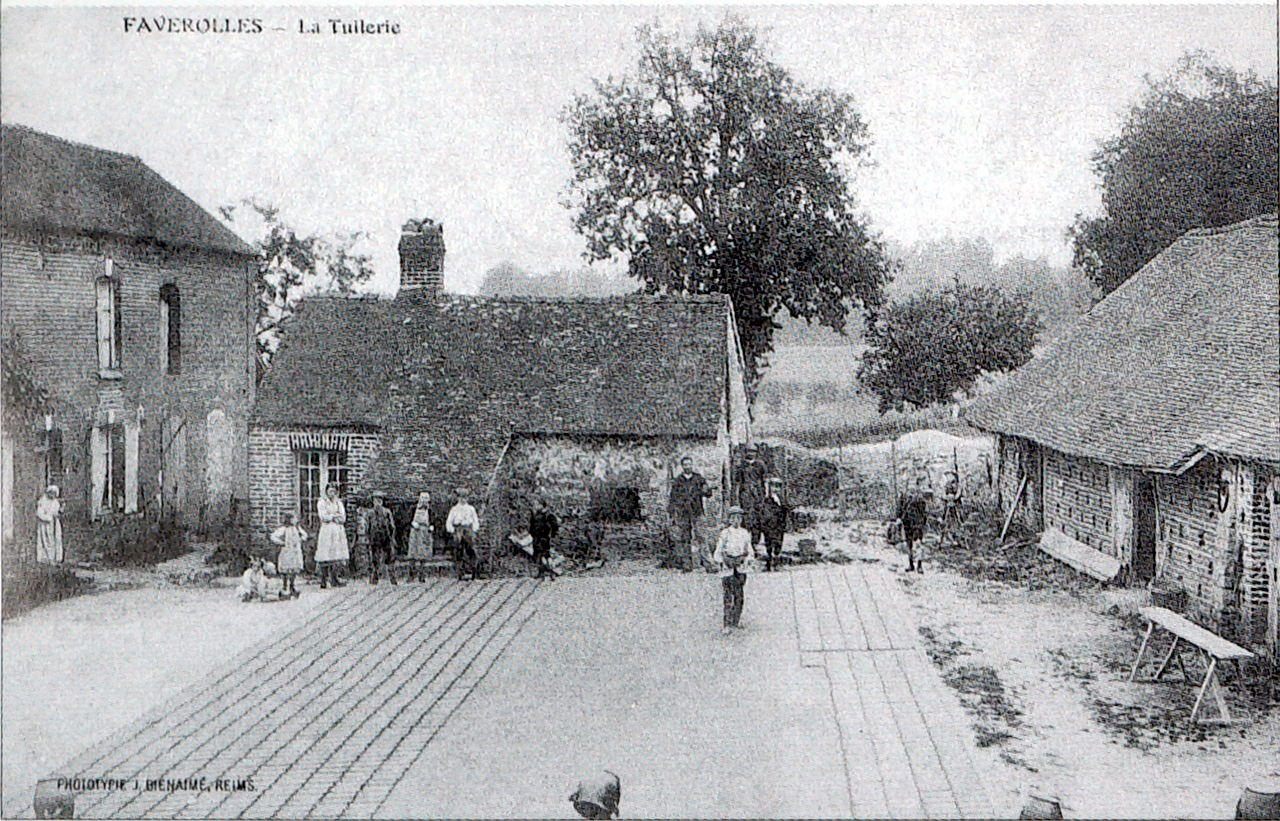
L'ancienne tuilerie et sa place
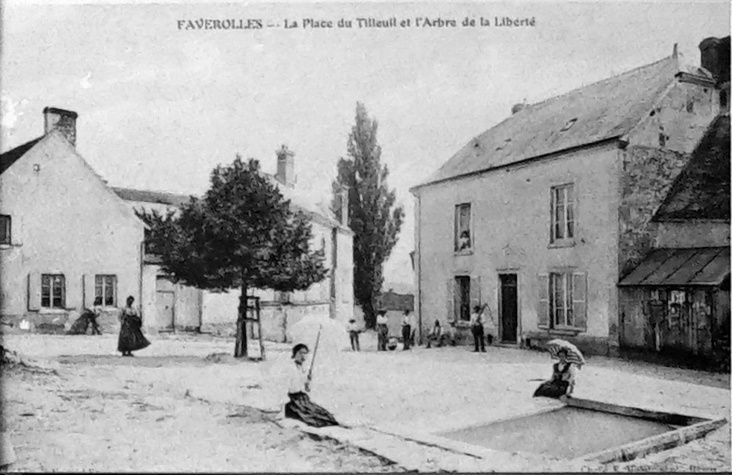
de la Liberté avant le Grande guerre.

## Décorations françaises
Croix de guerre 1914-1918 : 30 mai 1921.

## Politique et administration
| Période                                  | Période        | Identité          | Étiquette | Qualité           |
| ---------------------------------------- | -------------- | ----------------- | --------- | ----------------- |
| 1876                                     |                | Marlier           |           | de Faverolles     |
| Les données manquantes sont à compléter. |                |                   |           |                   |
| mars 2001                                | mars 2008      | Jean-Michel Vigny |           |                   |
| mars 2008                                | septembre 2012 | Henri Fournier    |           |                   |
| septembre 2012                           | novembre 2014  | Thierry Petizon   | ,         | Démissionnaire    |
| février 2015,                            | en cours       | Alain Michelon    |           | chef d'entreprise |

## Démographie
L'évolution du nombre d'habitants est connue à travers les recensements de la population effectués dans la commune depuis 1793. Pour les communes de moins de 10 000 habitants, une enquête de recensement portant sur toute la population est réalisée tous les cinq ans, les populations de référence des années intermédiaires étant quant à elles estimées par interpolation ou extrapolation. Pour la commune, le premier recensement exhaustif entrant dans le cadre du nouveau dispositif a été réalisé en 2004.

En 2022, la commune comptait 597 habitants, en évolution de +6,04 % par rapport à 2016 (Marne : −1,19 %, France hors Mayotte : +2,11 %).
| 1793 | 1800 | 1806 | 1821 | 1831 | 1836 | 1841 | 1846 | 1851 |
| ---- | ---- | ---- | ---- | ---- | ---- | ---- | ---- | ---- |
| 310  | 297  | 311  | 372  | 390  | 372  | 390  | 390  | 392  |

| 1856 | 1861 | 1866 | 1872 | 1876 | 1881 | 1886 | 1891 | 1896 |
| ---- | ---- | ---- | ---- | ---- | ---- | ---- | ---- | ---- |
| 380  | 367  | 348  | 334  | 372  | 342  | 331  | 314  | 327  |

| 1901 | 1906 | 1911 | 1921 | 1926 | 1931 | 1936 | 1946 | 1954 |
| ---- | ---- | ---- | ---- | ---- | ---- | ---- | ---- | ---- |
| 301  | 302  | 273  | 302  | 277  | 245  | 215  | 236  | 218  |

| 1962 | 1968 | 1975 | 1982 | 1990 | 1999 | 2004 | 2006 | 2009 |
| ---- | ---- | ---- | ---- | ---- | ---- | ---- | ---- | ---- |
| 268  | 259  | 297  | 358  | 365  | 459  | 462  | 494  | 515  |

| 2014 | 2019 | 2022 | - | - | - | - | - | - |
| ---- | ---- | ---- | - | - | - | - | - | - |
| 552  | 573  | 597  | - | - | - | - | - | - |

Le village de Faverolles compte environ 450 habitants tandis que le hameau de Coëmy n'en possède qu'environ 50.

## Économie
Faverolles-et-Coëmy appartient à la zone de production des raisins de l'appellation d'origine contrôlée Champagne et il s'y trouve plusieurs producteurs de champagne. En 2000, sur les 224 ha de superficie agricole utile de la ville, 148 ha étaient consacrés à la culture de fruits et légumes, viticulture comprise.

## Héraldique
| Armes de Faverolles-et-Coëmy | Les armes de la commune se blasonnent ainsi : de gueules fretté d'argent au griffon d'or brochant sur le tout. |

## Lieux et monuments

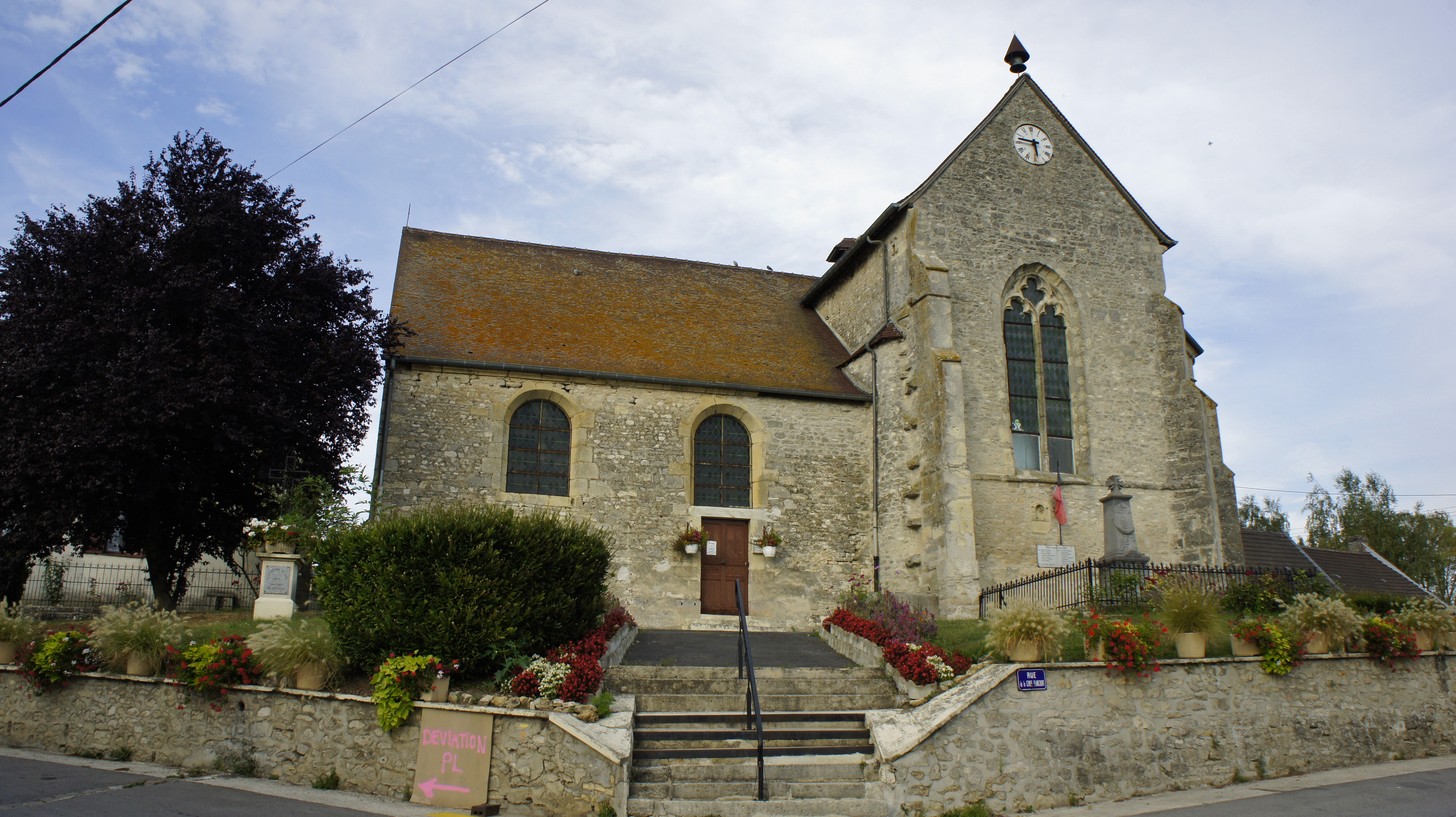
L'église et ses monuments en avant.

- L'église Saint-Hippolyte date du XIIe siècle pour ses parties les plus anciennes (principalement le mur nord de la nef). Elle contient en particulier des fresques d'influence romane datant du XIVe ou XVe siècle et une statue du XVe siècle représentant saint Hippolyte. Elle ne comporte pas de clocher. Dans les années 60, l'église manqua de s'écrouler. Elle fut restaurée par les habitants du village[39].
- Monument aux morts, devant l'église.
- Trois anciens lavoirs[39].
- Musée de la ferme de Flancourt.

## Sources
- Franck Tourtebatte, Promenade dans l'art roman en Champagne (découverte des églises de la vallée de l'Ardre et de ses environs), Calliope créations, 1998